# Dorfkirche Porep

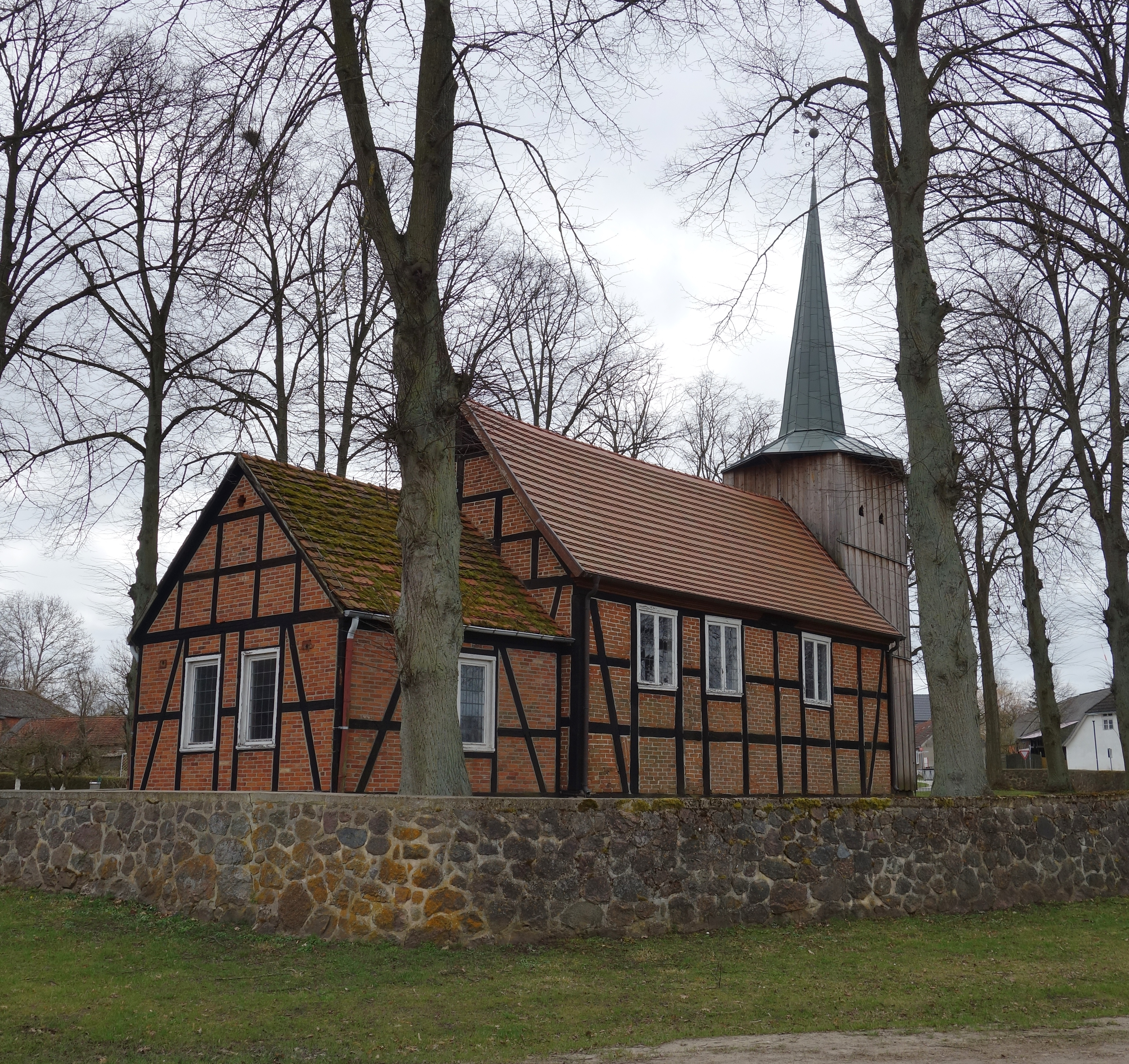
Nordostansicht

Die Dorfkirche Porep ist ein Kirchengebäude im Ortsteil Porep der Stadt Putlitz  im Landkreis Prignitz  des deutschen Bundeslandes Brandenburg.

## Architektur
Die rechteckige Saalkirche wurde zwischen 1733 und 1754 an Stelle eines älteren, abgebrannten Gebäudes in Backsteinfachwerk errichtet. Die Kirche erhielt einen Südeingang mit Vorhalle. Zwischen 1967 und 1969 wurde an der Ostseite ein Gemeinderaum angefügt, der wie ein eingezogener Chor wirkt.
Der Turm stammt noch aus dem ersten Jahrzehnt des 17. Jahrhunderts. Auf seinem quadratischen Grundriss trägt er einen achtseitigen Knickhelm.

## Innengestaltung
Innen findet sich eine Balkendecke mit schlichter Rankenbemalung. Eine kleine Empore ohne Orgel schließt den Raum im Westen ab. Der Schnitzaltar ist älter als der jetzige Kirchenbau. Er stammt aus dem Beginn des 16. Jahrhunderts und wurde 1978 restauriert. Er zeigt im Mittelschrein die heilige Anna selbdritt, flankiert zu ihrer Linken vom heiligen Laurentius und vom heiligen Dionysius. In der Predella sind als gemalte Halbfiguren Christus und die lateinischen Kirchenväter dargestellt. Auf dem Oberbrett der Altarschranken findet sich die Jahreszahl 1581.
Die hölzerne Kanzel und die Taufe stammen aus der ersten Hälfte des 17. Jahrhunderts. Das Gestühl stammt ebenfalls noch aus älterer Zeit.

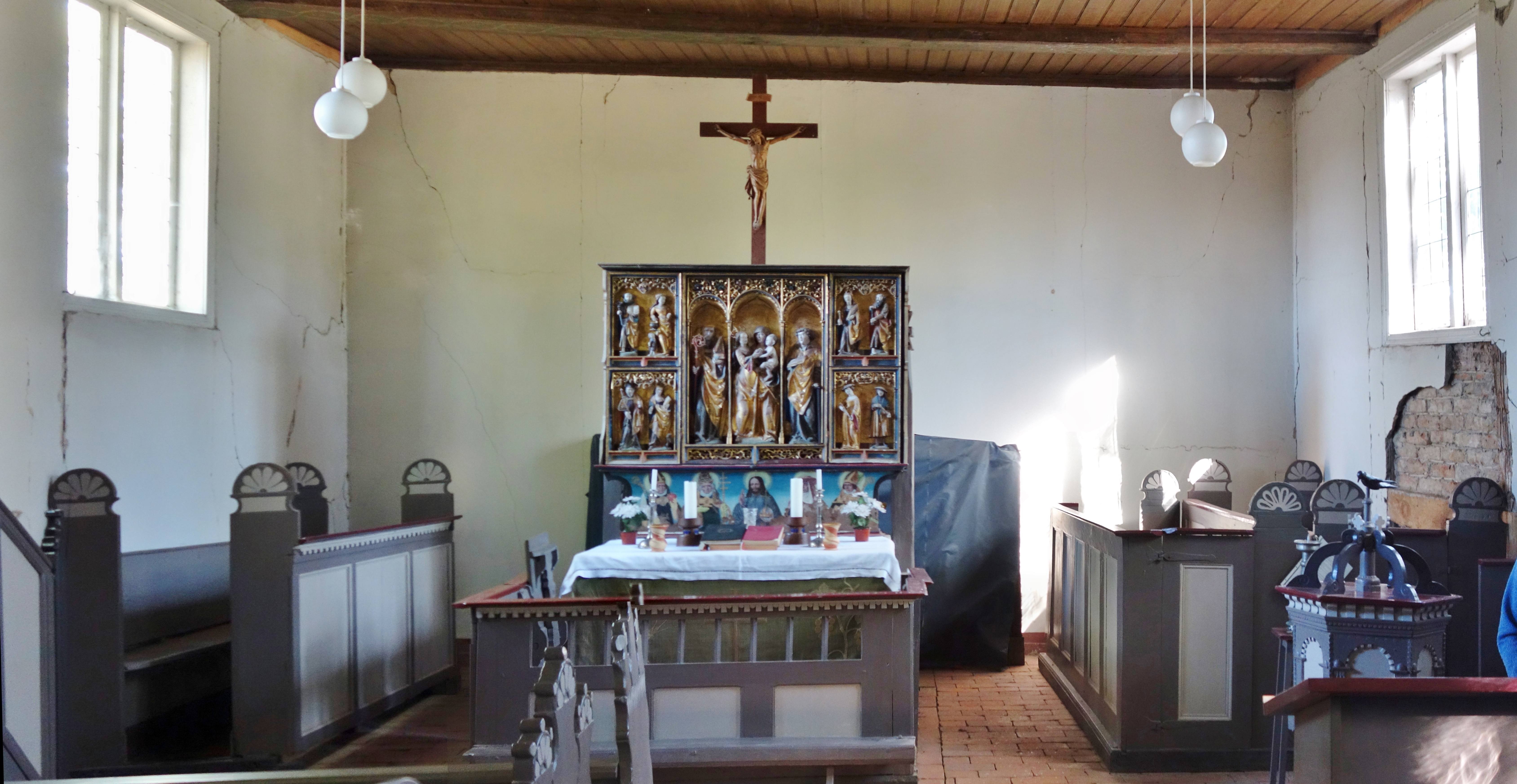
Östlicher Innenraum
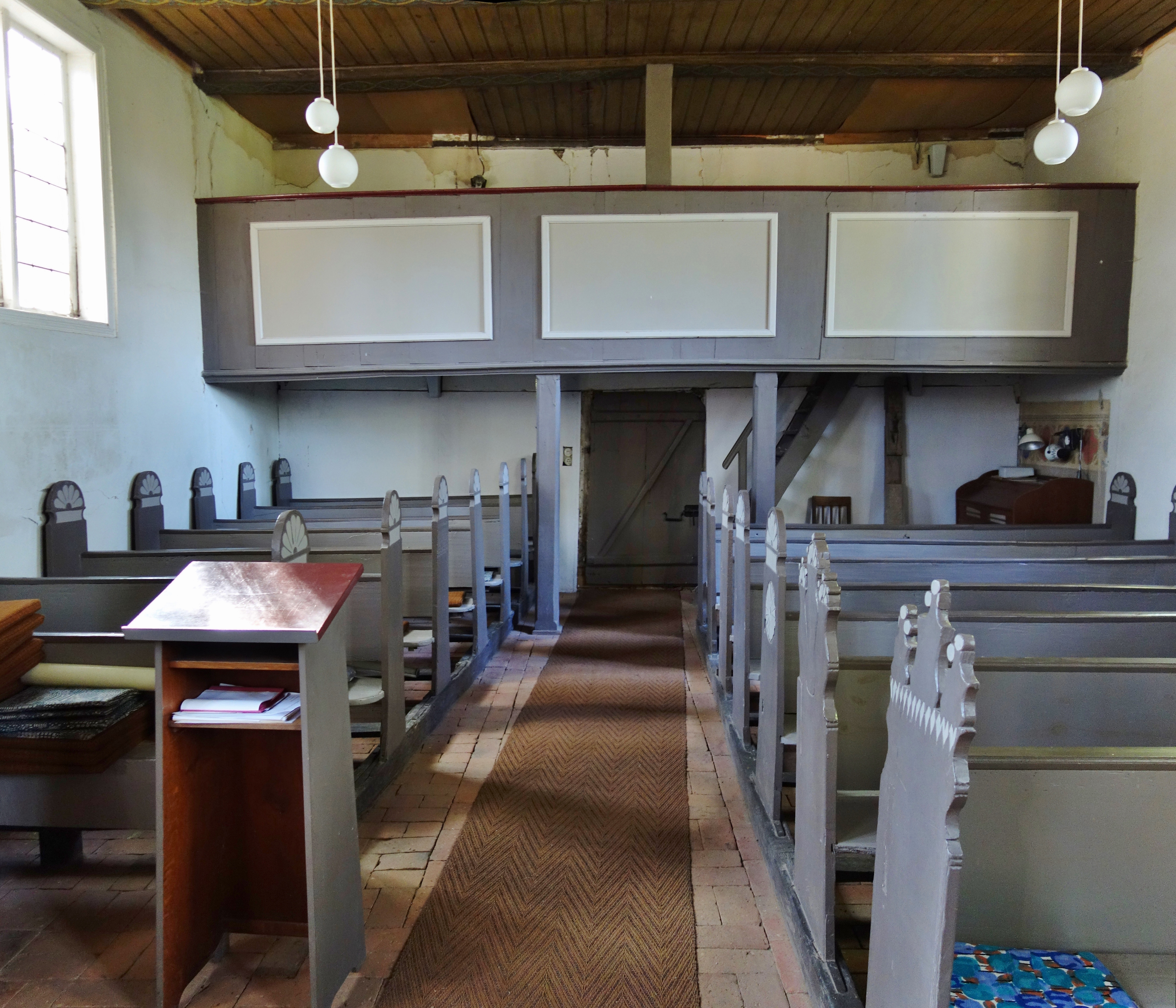
Westlicher Innenraum
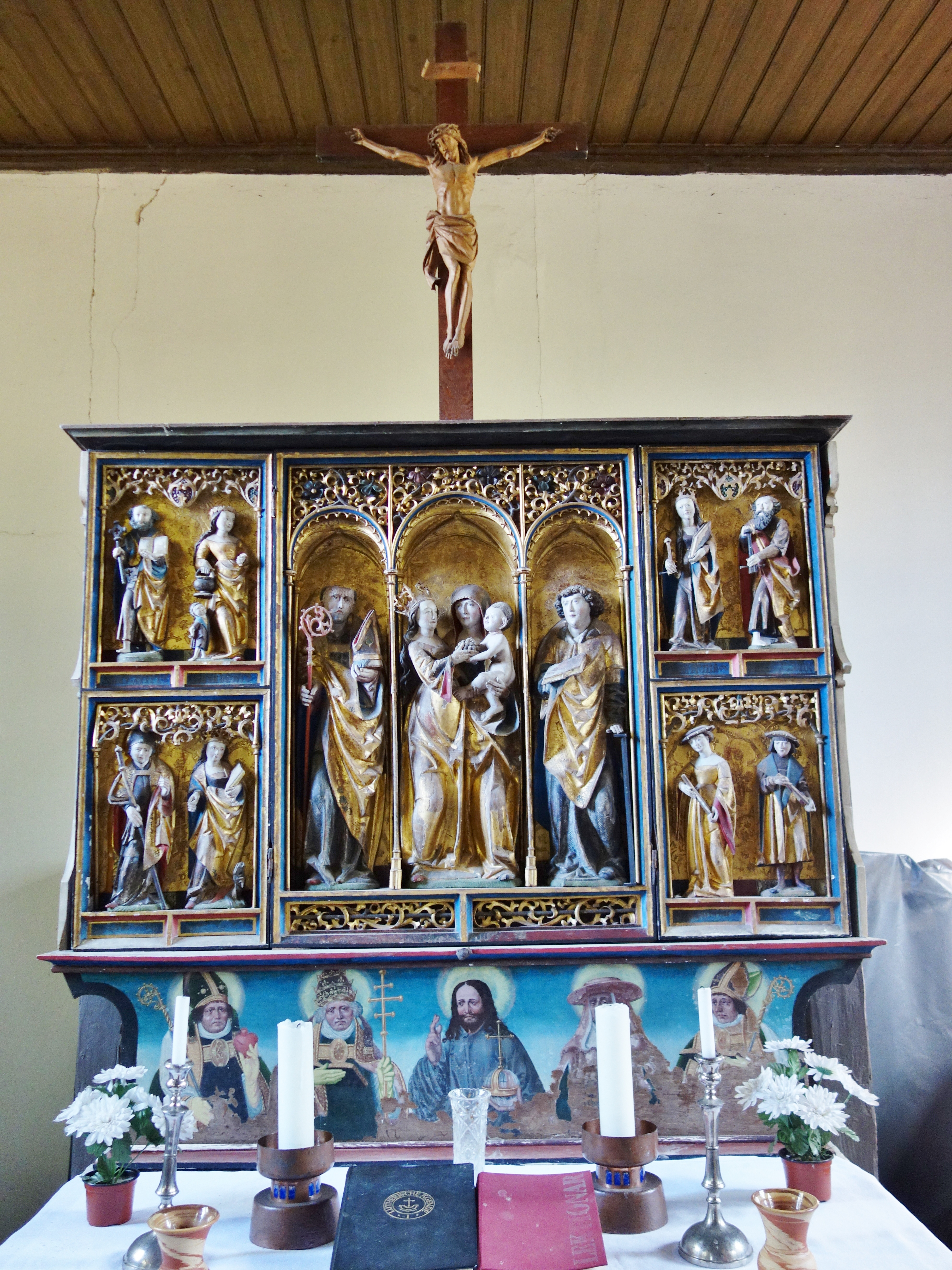
Altar
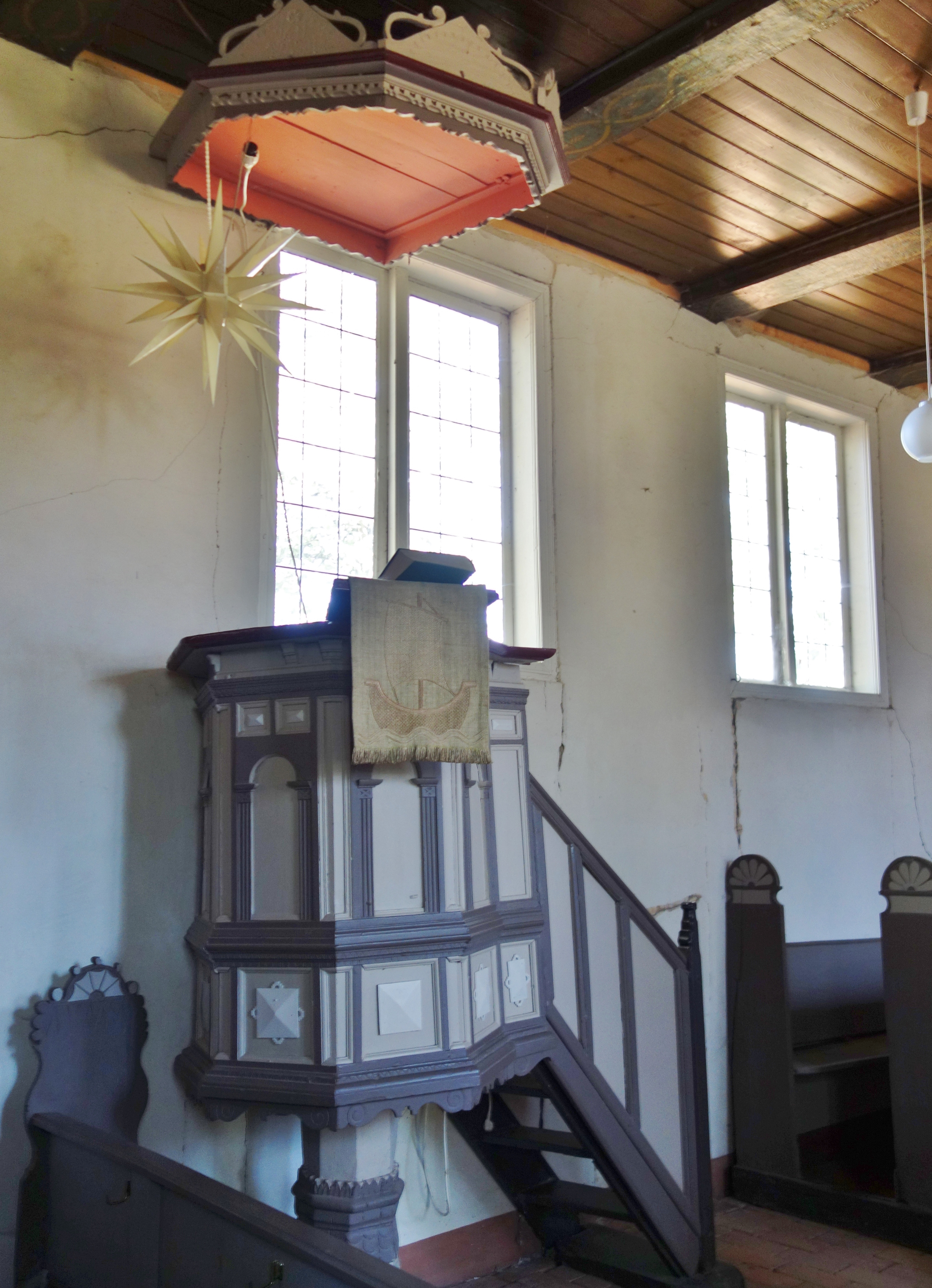
Kanzel
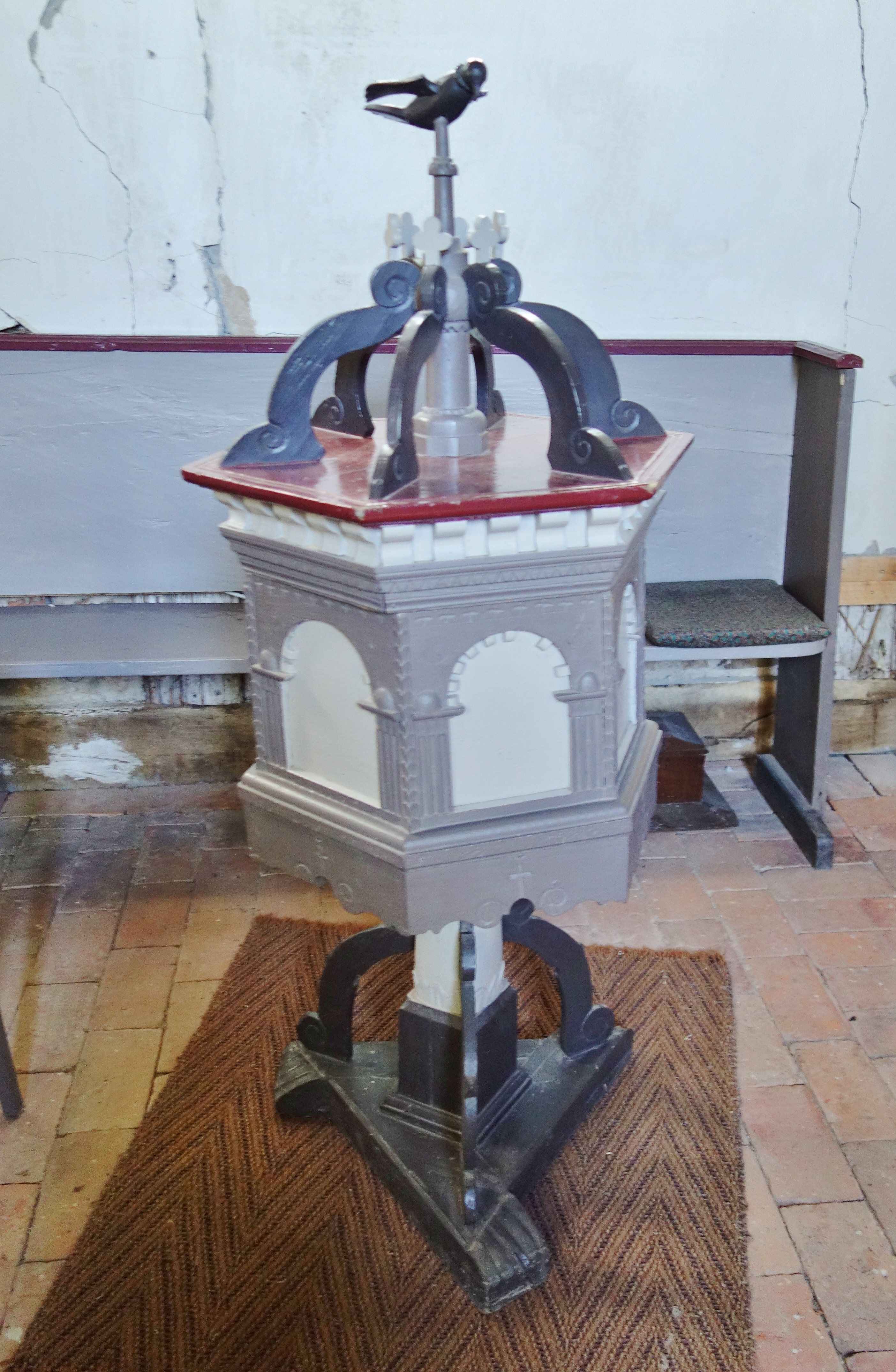
Taufbecken